# Okręgowe rozgrywki w piłce nożnej woj. wileńskiego (1926)

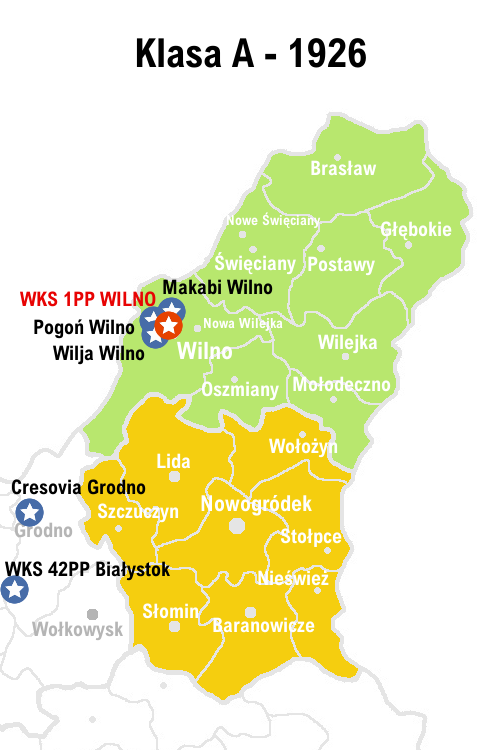
Kluby uczestniczące w Wileńskiej Klasie A w 1926 roku

4. Okręgowe rozgrywki w piłce nożnej województwa wileńskiego prowadzone są przez Wileński Okręgowy Związek Piłki Nożnej. Drużyny z województwa białostockiego i nowogródzkiego występują w rozgrywkach klasy A i B. wileńskiego
W 1924 roku nie odbyły się rozgrywki finałowe Mistrzostw Polski. Mistrzowie okręgów w poszczególnych klasach A wystąpili w Mistrzostwach Polski rok później. Z tego powodu w roku 1925 pauzowała cała klasa A, B i C.
Mistrzostwo Okręgu Wileńskiego zdobyła drużyna WKS 1PP Wilno.
| Rozgrywki | Poziomy rozgrywkowe w sezonie 1926 | Poziomy rozgrywkowe w sezonie 1926 | Poziomy rozgrywkowe w sezonie 1926 | Poziomy rozgrywkowe w sezonie 1926 | Poziomy rozgrywkowe w sezonie 1926 |
| --------- | ---------------------------------- | ---------------------------------- | ---------------------------------- | ---------------------------------- | ---------------------------------- |
| Centralne | I poziom ligowy                    | Mistrzostwa Polski                 | Mistrzostwa Polski                 | Mistrzostwa Polski                 | Mistrzostwa Polski                 |
| Okręgowe  | II poziom ligowy                   | Klasa A (Wilno)                    | Klasa A (Wilno)                    | Klasa A (Wilno)                    | Klasa A (Wilno)                    |
| Okręgowe  | III poziom ligowy                  | Klasa B - gr.I                     | Klasa B - gr.II                    | Klasa B - gr.III                   | Klasa B - gr.IV                    |
| Okręgowe  | IV poziom ligowy                   | Klasa C - gr.I                     | Klasa C - gr.II                    | Klasa C - gr.III                   | Klasa C - gr.IV                    |

## Rozgrywki ogólnopolskie
WKS 1 PP Leg. wystąpił w rozgrywkach o mistrzostwo polski, w fazie grupowej zajął 3 miejsce.

## Klasa A (Wileńska) - II poziom rozgrywkowy
| Poz. | Drużyna                | M  | Z | R | P | Bramki | Pkt. | Korekty    |
| ---- | ---------------------- | -- | - | - | - | ------ | ---- | ---------- |
| 1    | WKS 1PP Wilno          | 10 | - | - | - | b.d.   | 14   | 13 (1m-ce) |
| 2    | Wilja Wilno            | 10 | - | - | - | b.d.   | 13   | 6(6m-ce)   |
| 3    | WKS Pogoń Wilno        | 10 | - | - | - | b.d.   | 11   | 12(2m-ce)  |
| 4    | WKS 42PP Białystok (b) | 10 | - | - | - | b.d.   | 10   | 10(3m-ce)  |
| 5    | Cresovia Grodno (b)    | 10 | - | - | - | b.d.   | 6    | 9(5m-ce)   |
| 6    | Makabi Wilno (b)       | 10 | - | - | - | b.d.   | 5    | 10(4m-ce)  |

- Wileńska klasa A wzbogacona drużynami z Białegostoku i Grodna zakończyła swoje rozgrywki w dość spektakularny sposób. Mianowicie po zakończonym sezonie przy "zielonym" stoliku zmieniono wyniki poszczególnych meczów przyznając walkowery w rezultacie czego z ligi miała spaść Wilja Wilno. Wobec całego incydentu WKS 42 PP Białystok zdecydowała się opuścić Wileński OZPN i w przyszłym roku zgłosić do Warszawskiego OZPN.[1]
- W nawiasach podano miejsca zajmowane przez klub po zmianach jakie po sezonie dokonał Wileński Okręgowy Związek Piłki Nożnej.

## Klasa B - III poziom rozgrywkowy
Faza finałowa - eliminacje do klasy A
- Finał : WKS 76PP Grodno : Ognisko Wilno 3:1, 2:4, zdecydował 3 mecz (b.d. - zwycięstwo Ogniska), awans Ognisko.[2]
- Półfinał: Ognisko Wilno : WKS 85PP Nowa Wilejka 4:1, awans Ogniska Wilno.[3]
- Półfinał: WKS 76PP Grodno : Sparta Białystok (b.d.), awans WKS 76 PP Grodno.

Grupa wileńska
| Poz.                                                                                  | Drużyna               | M | Z | R | P | Bramki | Punkty |
| ------------------------------------------------------------------------------------- | --------------------- | - | - | - | - | ------ | ------ |
| 1                                                                                     | WKS 85PP Nowa Wilejka | 1 | 0 | 0 | 1 | 0-4    | 0      |
| ?                                                                                     | Makabi II Wilno       | 2 | 2 | 0 | 0 | 5-0    | 4      |
| ?                                                                                     | Wilja II              | 1 | 0 | 0 | 0 | 0-1    | 0      |
| ?                                                                                     | Iskra Wilno           | 1 | 1 | 0 | 0 | 3-1    | 2      |
| ?                                                                                     | ŻAKS Wilno            | 1 | 0 | 0 | 1 | 1-3    | 0      |
| Makabi II Wilno : WKS 85PP Nowa Wilejka 4-0 Mkabai II : Wilja II 1:0 Iskra : ŻAKS 3:1 |                       |   |   |   |   |        |        |

Grupa baranowicka
| Poz.                   | Drużyna               | M | Z | R | P | Bramki | Punkty |
| ---------------------- | --------------------- | - | - | - | - | ------ | ------ |
| 1                      | Ognisko Wilno         | 1 | 0 | 0 | 1 | 0-1    | 0      |
| ?                      | WKS 78 PP Baranowicze |   | - | - | - |        |        |
| ?                      | Pogoń II Wilno        | 1 | 1 | 0 | 0 | 1-0    | 2      |
| ?                      | b.d.                  |   | - | - | - |        |        |
| Pogoń II : Ognisko 1:0 |                       |   |   |   |   |        |        |

Grupa białostocka
| Poz. | Drużyna              | M | Z | R | P | Bramki | Punkty |
| --- | -------------------- | - | - | - | - | ------ | ------ |
| 1 | PKS Sparta Białystok | 2 | - | - | - | 14-2   | 4      |
| 2 | ŻKS Białystok        | 1 | - | - | - | 2-3    | 0      |
| 3 | BOSO Białystok       | 2 | - | - | - | 1-15   | 0      |
| 4 | 42 pp II Białystok   | 1 | 1 | - | - | 2-0    | 2      |
| Sparta Białystok : ŻKS Białystok 3:2 Sparta Białystok : BOSO Białystok 4-1 Sparta Białystok : BOSO Białystok 11:0 BOSO : 42PP II 0:2 |                      |   |   |   |   |        |        |

Grupa grodzieńska
| Poz.                                  | Drużyna          | M | Z | R | P | Bramki | Punkty |
| ------------------------------------- | ---------------- | - | - | - | - | ------ | ------ |
| 1                                     | WKS 76 PP Grodno | 1 | - | - | - | 5-1    | 2      |
| 2                                     | Hasmonea Grodno  | 1 | - | - | - | 1-5    | 0      |
| 3                                     | b.d.             |   | - | - | - |        |        |
| 4                                     | b.d.             |   | - | - | - |        |        |
| WKS 76PP Grodno : Hasmonea Grodno 5:1 |                  |   |   |   |   |        |        |

## Klasa C - IV poziom rozgrywkowy
Prawdopodobnie były 4 grupy klasy C.